# Malcolmia macrocalyx
Malcolmia macrocalyx är en korsblommig växtart som först beskrevs av Eugen von Halácsy, och fick sitt nu gällande namn av Karl Heinz Rechinger. Malcolmia macrocalyx ingår i släktet strandlövkojor, och familjen korsblommiga växter.

## Underarter
Arten delas in i följande underarter:
- M. m. macrocalyx
- M. m. scyria